# Waschhaus (Le Perchay)

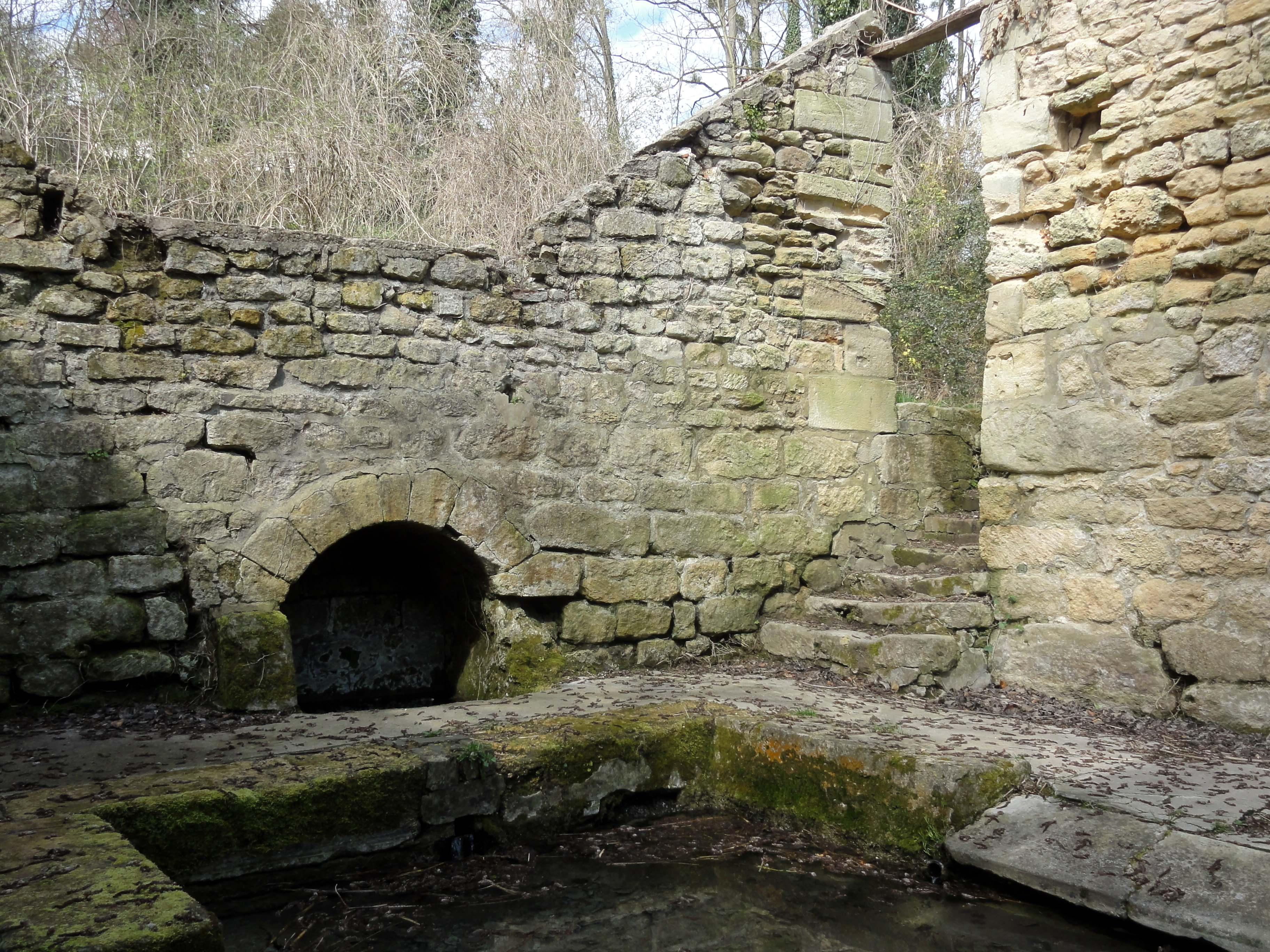
Waschhaus in Le Perchay

Das Waschhaus (französisch lavoir) in Le Perchay, einer französischen Gemeinde im Département Val-d’Oise in der Region Île-de-France, wurde im 19. Jahrhundert errichtet. Das öffentliche Waschhaus steht in der Gemarkung Vallée aux Moines, der Verlängerung der Rue du Cornouiller. Das Dorf ist insgesamt als Bauensemble auf der Denkmalliste gelistet.